# Border Cave

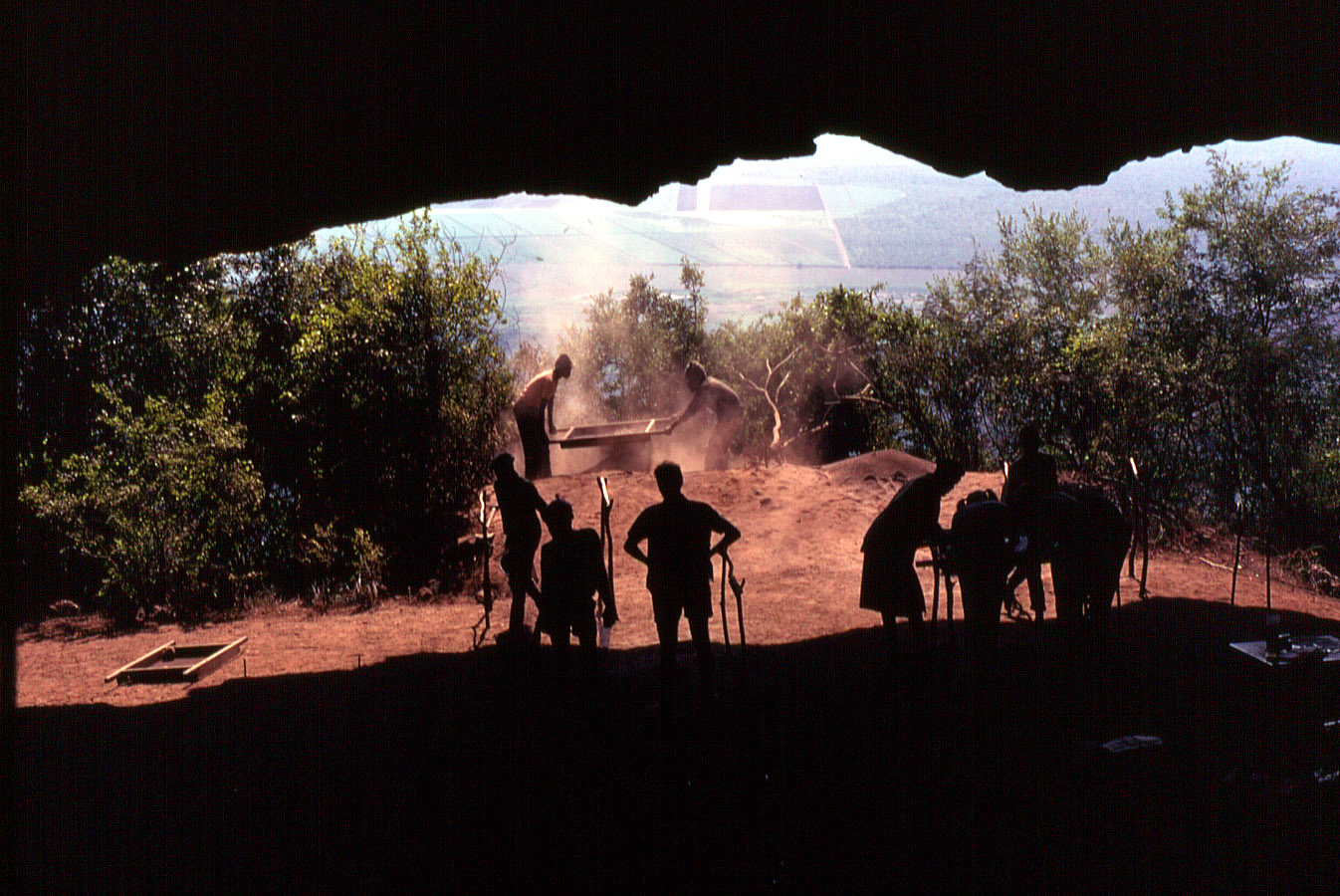
Blick durch den Höhleneingang über Eswatini

Border Cave („Grenzhöhle“) ist ein Abri am Westabhang der Lebomboberge in der südafrikanischen Provinz KwaZulu-Natal in der Nähe zur Grenze zwischen Eswatini und Südafrika. Im Verlauf einer Datierung mit Hilfe der Elektronenspinresonanz-Methode wurde im Jahr 2001 anhand von Asche-Schichten belegt, dass die Höhle bereits vor 200.000 Jahren von anatomisch modernen Menschen (Homo sapiens) bewohnt wurde. Bereits 1990 war berichtet worden, dass Jahrzehnte zuvor entdeckte Fossilien des anatomisch modernen Menschen teils in die Zeit vor 80.000 bis 70.000 Jahren, teils vor 60.000 bis 50.000 Jahren datiert wurden. Diese und weitere Zeugnisse lassen auf eine bemerkenswert kontinuierliche Besiedlung der Höhle schließen.
Im Jahr 2015 schlug die Regierung von Südafrika die Höhle für eine Aufnahme in das UNESCO-Welterbe vor, gemeinsam mit der Blombos-Höhle, den Pinnacle-Point-Höhlen, den Klasies-River-Höhlen, der Sibudu-Höhle und dem Diepkloof Rock Shelter. Im Juli 2024 wurden unter der Bezeichnung „Die Entstehung des modernen Menschen: Die pleistozänen Besiedlungsstätten Südafrikas“ drei dieser archäologischen Stätten in die Liste des UNESCO-Welterbes aufgenommen, die Border Cave ist allerdings nicht darunter.

## Geographie
Die Höhle, die sich in der Nähe von Ingwavuma nach Westen zum Lowveld hin öffnet, liegt etwa 100 m unterhalb der Gipfelzone der Lebomboberge und bietet einen herrlichen Blick über die Ebene des Eswatinis. Die Höhle ist eine halbrunde Öffnung von ca. 40 m Durchmesser und hat sich in jurassischer Lava gebildet in Folge von Differentialverwitterung.
Dabei liegt die Höhle nur 400 m von der Grenze von Eswatini entfernt, in der Region Kwazulu. Die Lebomboberge sind ein ungewöhnliches Bergmassiv, welches durch tiefe Täler und viele Ostabhänge landschaftlich geprägt ist. Die darunter liegenden Tiefland-Ebenen liegen bei 170–220 m Meereshöhe. Die Border Cave liegt bei ca. 600 m Höhe, knapp unter der Kante des Bergabhanges.
Die bedeutendsten Wasserläufe der Region sind Usuthu, Ngwavuma und Pongolo River, welche alle von Westen nach Osten verlaufen. Sie schneiden alle durch den Gebirgsriegel und verlaufen als superimposed streams (Überlagerter Fluss) oberhalb von horizontalen Schichten von Gesteinsverwerfungen. Alle münden in die Delagoa Bay (Mosambik). Die Flüsse beschleunigen die Erosion der unterliegenden Gesteinsschichten. Das Lowveld zeigt daher eine jüngere Erosionsschicht und die Gesteine der Karoo, speziell die Stormberge-Basalte und Ecca-Schiefer, zeigen ältere Oberflächenschichten. Die geomorphologische Erscheinung ist sehr vielfältig, da die Lebombo-Rhyolithe nur undeutlich geschichtet sind, und zeigt nur eine leichte Bänderung mit Phänokristen aus Feldspat und teilweise Quarz. Die Unterschiede entstanden durch die individuellen Abkühlungsprozesse, wodurch auch die Kristallisierung unterschiedlich ablief. Im späteren Pleistozän wurden die Veränderungen schwächer und Sickerwasser in den Wänden fehlte vollständig. Daher kann man davon ausgehen, dass die Höhle sich im Pleistozän gebildet hat.
Bei Ingwavuma (12 km entfernt) gibt es jährlichen Niederschlag in Höhe von ca. 820 mm. Die Vegetation besteht aus einer Baumsavanne, deren Zusammensetzung je nach Bodentiefe wechselt. Das Klima in der Region beinhaltet heiße Sommer und mittelwarme, trockene Winter (Cwa nach Koeppen), während ein tropisches Savannenklima in Mosambik und den Küstenebenen vorherrscht. In den Lebombobergen sind im Umkreis von wenigen Kilometern Buschland, Busch-Wald und Wald in den unterschiedlichen Höhenlage kombiniert. Zahlreiche dokumentierte Pflanzenarten entstammen den Gattungen Rauvolfia, Protorhus, Trichilia und Combretum und kommen zusammen mit Aloen, Feigen und Wolfsmilchgewächsen vor. Außerdem gibt es Akazien und Marulabäume in Gesellschaft mit Digitaria- und Themeda-Gräsern.

## Paläontologische und archäologische Funde

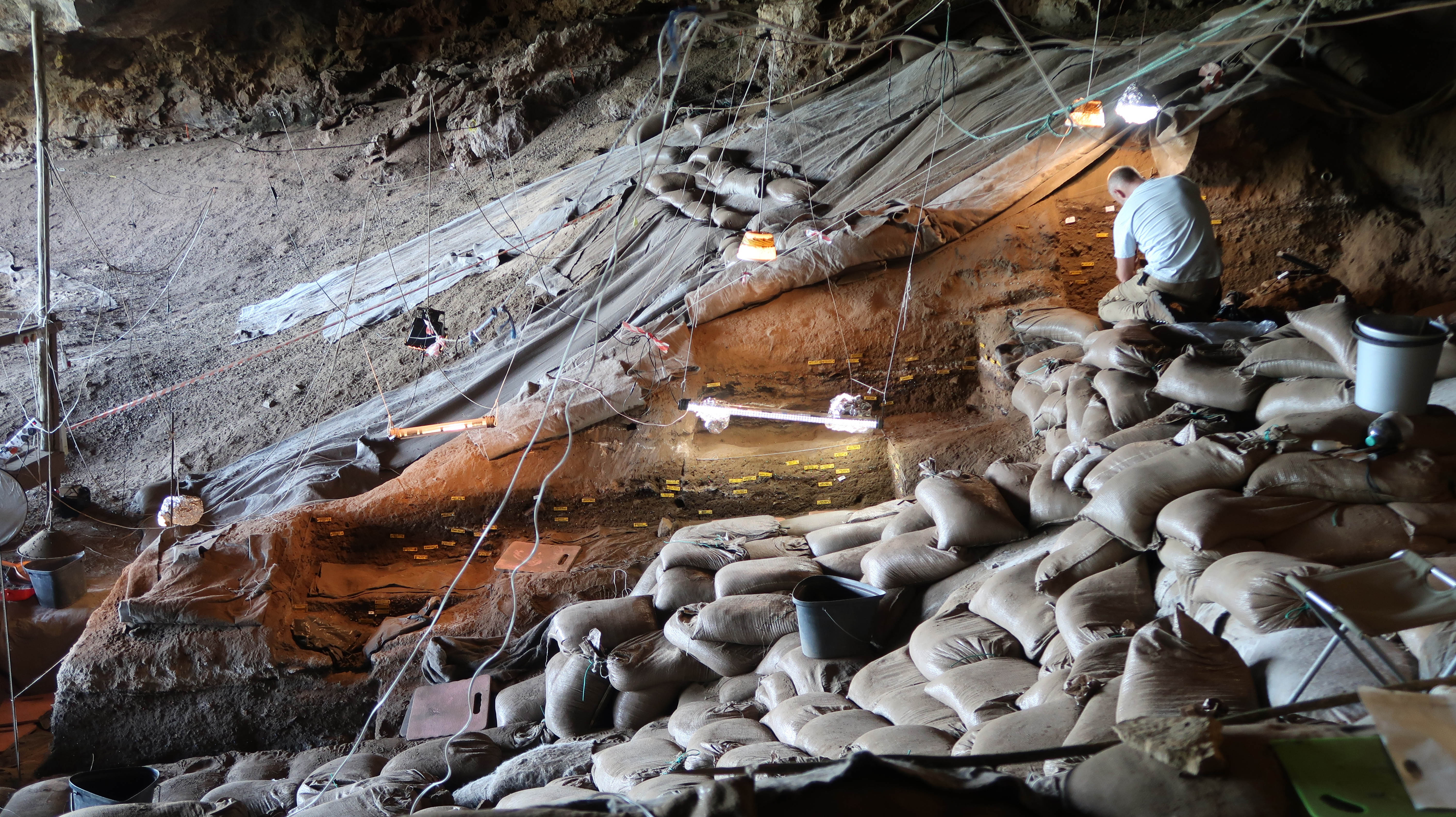
Ausgrabung im Jahr 2018: Das Foto zeigt die Stratigraphie im nördlichen Bereich der Höhle

### Tiere und Pflanzen
Aus den erhalten gebliebenen Fossilien von Tieren in der Höhle können spezifische Jagdmuster ihrer Bewohner während des Middle Stone Age und des Later Stone Age abgeleitet werden. Die Funde legen nahe, dass die Bewohner kleinere Tiere als Ganzes in die Höhle brachten, während sie von größeren Tieren nur Teile heranschleppten. Unter den Tierarten, die man identifizieren konnte, war u. a. ein ausgestorbener Springbock (Antidorcas bondi), dessen Lebensraum savannenartiges Grasland war, weswegen diese Überreste darauf schließen lassen, dass die Menschen damals offenes Grasland als Jagdrevier nutzten. Die Art starb vor rund 9000 Jahren aus, nachgewiesen wurde ihr Vorkommen in der Höhle in der Zeit vor rund 38.000 Jahren.
Die Überreste aus der Höhle belegen ferner, dass sich die frühen Bewohner sich u. a. von Buschschweinen, Warzenschweinen, Zebras und Kaffernbüffeln ernährten.
Funde von Kleinsäugern lassen darauf schließen, dass die Vegetation im Oberen Pleistozän aus Miombo-Savannen-Waldland oder feuchtem Miombo-Waldland sowie Lowveld-Savanne, arider Lowveld-Vegetation, oder Mopane-Vegetation bestand. Es gab vier größere Epochen. In der frühesten Periode herrschte der feuchte Miombo vor. Die jährliche Niederschlagsmenge war etwa 25 % höher als heute, wobei in den Wintern 10 % weniger Niederschlag fiel. Es gab hohe und relativ hohe jährliche Durchschnittstemperaturen, die vergleichbar sind mit Klimaten, die heute weiter nördlich zu finden sind. Im Zululand Thornveld scheint dagegen der winterliche Niederschlag im Verhältnis zu damals um 20 % bis 30 % zugenommen zu haben. Sporadisch tritt im Lowveld auch Frost auf.
Es gab auch charakteristische Wechsel in den Vegetationszusammensetzungen zwischen dem Middle Stone Age und dem Later Stone Age. Die Unterschiede waren anhand von Pollen in den relativen Anteilen von Graspollen im Verhältnis zu Buschpollen nachweisbar. Im Middle Stone Age 1 und 2 und im Early Late Stone Age waren Buschpollen stärker präsent. Das weist darauf hin, dass die klimatischen Bedingungen sich stark verändert haben.
Für Eswatini gibt es eine gute Bodenkarte, aber die Böden in der KwaZulu-Region der Lebomboberge sind bisher nicht kartiert worden. Der vorherrschende Bodentyp ist brauner, tonhaltiger Boden. In den basaltischen Gebieten des Lowveld sind die Tone eher rot bis braun und deutlich strukturiert. In flachen, niedrigen Gebieten sind die Tone schwarz oder sogar kohleartig mit groben Blockstrukturen.

### Fossile Spuren des anatomisch modernen Menschen

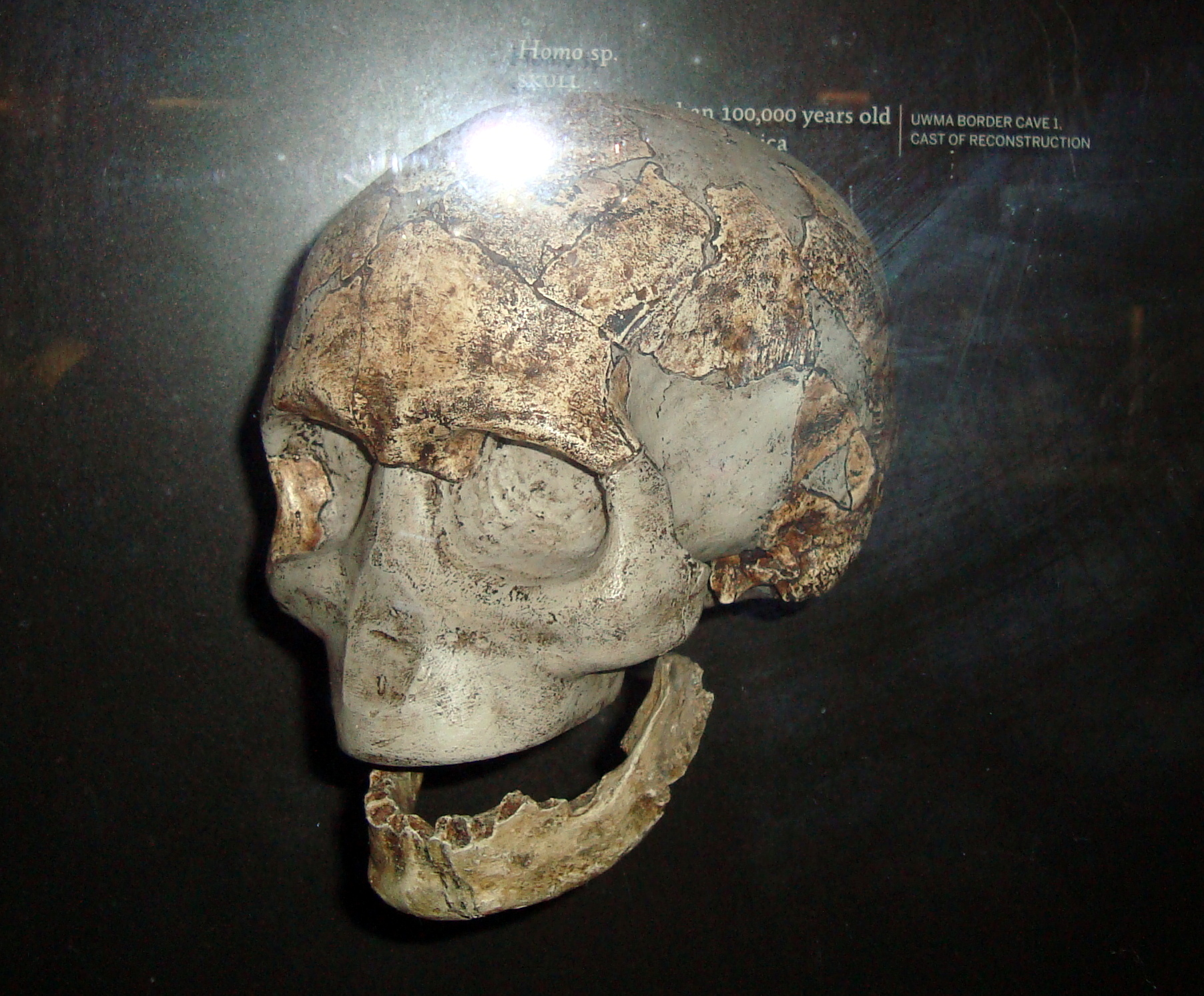
Schädel BC1 mit Unterkiefer BC2 eines erwachsenen Menschen aus der Border Cave.

Die erste wissenschaftliche Begehung der Höhle fand im Juli 1934 durch Mitglieder der Arbeitsgruppe von Raymond Dart statt. Zugleich wurde eine kleine Probegrabung auf einer Fläche von rund zehn Metern Länge, einem Meter Breite und 1,70 Meter Tiefe vorgenommen. Unter den aus jüngster Zeit stammenden Ablagerungen und Störungen der Oberfläche durch die Nutzung der Höhle als Unterstand von in der Region lebende Menschen wurden Steinartefakte geborgen, die aufgrund ihrer Beschaffenheit dem Middle Stone Age zugeschrieben wurden. Zu einer neuerlichen archäologischen Erkundung  der Höhle kam es jedoch erst, nachdem im Jahr 1940 auf der Suche nach Guano eine meterdicke Schicht des Höhlenbodens abgetragen wurde und dabei fossile hominine Knochen zutage kamen, die im Januar 1941 an Raymond Dart übergeben wurden. Daraufhin führte ein Grabungsteam der University of the Witwatersrand unter Leitung des Geologen Basil Cook im Juli 1941 und im Juli 1942 eine gründlichere Untersuchung durch. Danach wurden intensivere Grabungen erst wieder in den 1970er-Jahren unter der Leitung des südafrikanischen Archäologen Peter Beaumont (1935–2016) durchgeführt; insgesamt mehr als 69.000 Artefakte wurden bislang geborgen.
Die Grabungsfläche in der Höhle ist 60 Quadratmeter groß. Die Sedimentschichten reichen bis zu 4,50 Meter in die Tiefe; sie bestehen abwechselnd aus hineingewehtem Sand und schwarz-weiß gefärbten Ascheschichten, deren Alter vom Middle Stone Age (MSA 1, MSA 2 = Howieson’s Poort Industrie, MSA 3a und 3b) über das frühe Later Stone Age bis in die Eisenzeit reicht und die eine wiederholte Besiedelung der Höhle über Jahrzehntausende hinweg belegen. Im Bereich der ältesten, 200.000 Jahre alten Sedimente wurden die Überreste von mehreren, dicht übereinander gelagerter Schichten aus abwechselnd Holzkohle und Pflanzenresten entdeckt. Der Fund wurde im Jahr 2020 als die vermutlich älteste, durch Pflanzenhalme bedeckte Lagerstatt („Strohlager“) interpretiert.
Bereits Anfang der 1940er-Jahre wurden mehrere Fossilien geborgen, die als Überreste anatomisch moderner Menschen gedeutet werden. Publiziert wurden bislang:
- ein unvollständiger, aus mehreren zusammengehörigen Bruchstücken rekonstruierter Schädel eines rund 30 Jahre alten Mannes (das Fossil BC 1) mit einem – auch bei heute lebenden Menschen üblichen – Gehirnvolumen von ca. 1450 cm³[7]
- ein teilweise erhalten gebliebener Unterkiefer (BC 2)
- das Skelett eines Kindes (BC 3), das gemeinsam mit der Schale einer Meeresmuschel (Conus bairstowi) begraben wurde
- ein bis auf den Schädel nahezu vollständig erhalten gebliebenes Skelett aus der Eisenzeit (BC 4)
- ein nahezu vollständig erhalten gebliebener Unterkiefer (BC 5)
- mehrere einzeln geborgene Knochen und Knochenfragmente (Oberarmknochen, Elle, Mittelfußknochen), die während der Suche nach Guano entdeckt wurden, deren genaue Fundstelle aber bereits in den 1940er-Jahren nicht mehr rekonstruiert werden konnte.

Die Fossilien BC 1 und BC 2 gelten als die ältesten homininen Funde aus der Höhle, jedoch wurde deren Fundschicht in den 1940er-Jahren nur ungenau dokumentiert. Das Kinderfossil BC 3 wurde in einer tief liegenden Schicht entdeckt, es ist aber vermutlich deutlich jünger als diese Schichte und geriet vermutlich beim Begräbnis in die Tiefe. 1990 ergab eine Elektronenspinresonanz (ESR)-Datierung folgende Altersangaben: für BC 1 und BC 2 ein Alter von mit großer Wahrscheinlichkeit („almost certainly“) weniger als 90.000 Jahren sowie für BC 3 74.000 ± 4000 Jahre. 2003 wurde für BC 5 eine ESR- / ICP-MS-Datierung veröffentlicht, der zufolge der Unterkiefer 74.000 ± 5000 Jahre alt ist.
Der Schädel BC 1 besitzt morphologische Merkmale, die sich von allen heute lebenden Populationen des Menschen unterscheiden und am ehesten mit Merkmalen der heute lebenden Khoisan übereinstimmen. Das Kinderskelett BC 3 gilt als der bislang früheste Beleg für ein Begräbnis des anatomisch modernen Menschen in Afrika und zugleich als frühester Beleg für ein Schmuckstück als Grabbeigabe.
2012 wurde in einer Fachzeitschrift der Fund von Werkzeugen aus Holz und Knochen beschrieben, deren älteste auf ein Alter von rund 40.000 Jahren datiert waren. Diese Werkzeuge gleichen jenen, die noch heute von den San verwendet werden. Sie gelten daher als bislang ältester Beleg für die Werkzeugkultur der San, die den Forschern zufolge seit mindestens rund 44.000 Jahren existiert.
Zu den Artefakten, die in Border Cave gefunden wurden, gehören u. a. ein rund 39.000 Jahre alter (cal BP) Grabstock aus Holz, rund 40.000 Jahre alte (cal BP) Projektilspitzen und rund zehn Zentimeter lange Ahlen aus Knochen; mehrere Knochenfunde wiesen als Besonderheit Bearbeitungen in Form nebeneinander liegender Einkerbungen auf. Die Projektilspitzen ähneln den heute noch von den San verwendeten. In eine dieser Projektilspitzen wurde eine kleine Spirale graviert und mit rotem Ocker gefärbt: Eine Verzierung, mit deren Hilfe die San auch heute noch ihr Eigentum an Pfeilspitzen kennzeichnen. Als weiterer besonderer Fund erwies sich ein in vier Teile zerbrochener, schmaler Holzstock mit zahlreichen Einkerbungen (24.000 Jahre alt, cal BP), auf dem noch Reste einer erhitzten giftigen Substanz nachweisbar waren. Interpretiert wurde dieser Fund als Werkzeug, das jenen ähnelt, das die San auch heute noch zum Aufbringen von Gift auf ihre Pfeilspitzen verwenden. Als Überrest von Schmuckstücken wurden rund 42.000 Jahre alte (cal BP) Straußeneierschalen interpretiert.
Ebenfalls ein besonderer Fund ist das 1970 geborgene Bruchstück eines Pavian-Wadenbeins, in das 29 Kerben graviert wurden und das benannt wurde nach der Lage der Höhle in den Lebombobergen als Lebombo Bone („Lebombo-Knochen“). Der Fund, dem ein Alter von 37.000 Jahre zugeschrieben wird, ähnelt den Kalenderstöcken, die von den San in Namibia benutzt werden. Er gilt daher als das älteste bekannte Artefakt, das als Zählmaß genutzt wurde.

## Belege
1. ↑  Rainer Grün und Peter Beaumont: Border Cave revisited: a revised ESR chronology. In: Journal of Human Evolution. Band 40, Nr. 6, 2001, S. 467–482, doi:10.1006/jhev.2001.0471. pmid =11371150.
2. 1 2  Rainer Grün, Peter Beaumont und Chris Stringer: ESR dating evidence for early modern humans at Border Cave in South Africa. In: Nature. Band 344, Nr. 6266, 1990, S. 537–539. doi:10.1038/344537a0. pmid = 2157165.
3. ↑  The Emergence of Modern Humans: The Pleistocene occupation sites of South Africa. In: UNESCO. Abgerufen am 16. August 2020 (englisch).
4. ↑  The Emergence of Modern Human Behaviour: The Pleistocene Occupation Sites of South Africa.
5. ↑  Border Cave: Excavation (Memento vom 18. September 2006 im Internet Archive). Siehe dazu auch The Border Cave South Africa History Essay.
6. 1 2  K. W. Butzer, P. B. Beaumont und J. C. Vogel: Lithostratigraphy of Border Cave, KwaZulu, South Africa: a Middle Stone Age sequence beginning c. 195,000 b.p. In: Journal of Archaeological Science. Band 5, Nr. 4, 1978, S. 317–341. doi:10.1016/0305-4403(78)90052-3
7. 1 2 3  H. B. S. Cooke, B. D. Malan und L. H. Wells: Fossil Man in the Lebombo Mountains, South Africa: The 'Border Cave,' Ingwavuma District, Zululand. In: Man. Band 45, 1945, S. 6–13, doi:10.2307/2793006. jstor = 2793006. Volltext (PDF)
8. 1 2 3 4 5 6  G. Philip Rightmire: More on the Study of the Border Cave Remains. In: Current Anthropology. 1981, 22, 2: S. 199–200. doi:10.1086/202658. JSTOR 2742725
9. 1 2 3  D. M. Avery: The environment of early modern humans at Border Cave, South Africa: Micromammalian evidence. In: Palaeogeography, Palaeoclimatology, Palaeoecology. Band 91, Nr. 1–2, 1992, S. 71–87, doi:10.1016/0031-0182(92)90033-2.
10. 1 2 3  Richard G. Klein: The Mammalian Fauna from the Middle and Later Stone Age (Later Pleistocene) Levels of Border Cave, Natal Province, South Africa. In: The South African Archaeological Bulletin. Band 32, Nr. 125, 1977, S. 14–27. doi:10.2307/3887843. jstor=3887843
11. ↑  Michaela Ecker und Julia A. Lee-Thorp: The dietary ecology of the extinct springbok Antidorcas bondi. In: Quaternary International. Band 495, 2018, S. 136–143, doi:10.1016/j.quaint.2018.09.012.
12. ↑  Border Cave opens for visitors. southafrica.info, 15. Januar 2004, archiviert vom Original am 19. Dezember 2009; abgerufen am 14. Januar 2010 (englisch).
13. 1 2 3 4  Stichwort Border Cave in: Bernard Wood: Wiley-Blackwell Encyclopedia of Human Evolution. 2 Bände. Wiley-Blackwell, Chichester u. a. 2011, ISBN 978-1-4051-5510-6.
14. ↑  Lucinda R. Backwell, Francesco d’Errico et al.: New Excavations at Border Cave, KwaZulu-Natal, South Africa. In: Journal of Field Archaeology. Band 43, Nr. 6, 2018, S. 417–436, doi:10.1080/00934690.2018.1504544.
15. ↑  Lyn Wadley et al.: Fire and grass-bedding construction 200 thousand years ago at Border Cave, South Africa. In: Science. Band 369, Nr. 6505, 2020, S. 863–866, doi:10.1126/science.abc7239.
16. ↑  World’s oldest camp bedding found in South African cave. Auf: sciencemag.org vom 13. August 2020.
17. ↑  Rainer Grün, Peter Beaumont, Phillip V. Tobias und Stephen Eggins: On the age of Border Cave 5 human mandible. In: Journal of Human Evolution. Band 45, Nr. 2, 2003, S. 155–167, doi:10.1016/S0047-2484(03)00102-7.
18. ↑  G. Philip Rightmire: More on the Study of the Border Cave Remains. In: Current Anthropology. Band 22, Nr. 2, 1981, S. 199–200, doi:10.1086/202658.
19. ↑  Robert S. Corruccini: Metrical reconsideration of the Skhul IV and IX and Border Cave 1 crania in the context of modern human origins. In: American Journal of Physical Anthropology. Band 87, Nr. 4, 1992, S. 433–445, doi:10.1002/ajpa.1330870405.
20. ↑  Francesco d’Errico und Lucinda Backwell: Earliest evidence of personal ornaments associated with burial: The Conus shells from Border Cave. In: Journal of Human Evolution. Band 93, 2016, S. 91–108, doi:10.1016/j.jhevol.2016.01.002.
21. 1 2 3 4  Francesco d’Errico et al.: Early evidence of San material culture represented by organic artifacts from Border Cave, South Africa. In: PNAS. Band 109, Nr. 33, 2012, S. 13214–13219, doi:10.1073/pnas.1204213109.
22. ↑  David J. Darling: The universal book of mathematics: from Abracadabra to Zeno's paradoxes. John Wiley and Sons, 2004, ISBN 978-0-471-27047-8 (englisch, google.com).

Koordinaten: 27° 1′ 19″ S, 31° 59′ 24″ O